# Torpille Black Shark
Pour les articles homonymes, voir Black Shark.
La Black Shark est une torpille lourde développée par le constructeur italien WASS, filiale du groupe Finmeccanica, à partir de 2010 et en service en 2014. 
Cette torpille équipe les navires de la Marina militare (marine italienne), de la marine indonésienne et du Pérou. C'est le plus sérieux concurrent au modèle allemand Atlas DM2A4 Seehecht.

## Histoire
En 1971, le Ministère italien de la Défense cherche à doter ses navires militaires, de surface et sous-marins, de nouvelles torpilles. La société Whitehead, alors filiale du groupe Fiat, présente le prototype de l'A.184 en 1974. La même année, cette torpille est homologuée par les forces navales italiennes de la Marina militare.
La société Whitehead a réalisé plusieurs mises à niveau de cette torpille au fil des ans, la dernière en date est la version "3 modernisée", appelée "Balck Shark", aussi connue également sous le nom de A-184 Mod.3 Enhanced, dont le développement a débuté en 1997. 
Après le succès remporté avec le GEIE EuroTorp qui marquait la première grande coopération dans le domaine de la défense militaire entre l'Italie et la France entre la société italienne Whitehead Sistemi Subacquei filiale du groupe public Finmeccanica à 50 % et les français DCNS (devenu Naval Group) à 26 % et Thales Underwater Systems à 24 %, il a été envisagé dès 2008 de reconduire ce groupement pour développer un projet de torpille lourde. En 2007, DCNS et Thales Underwater Systems (TUS) s'étaient même déclarés prêts à créer des sociétés communes dans cet objectif où la part italienne aurait été de 51 %.
Attendu que la DCNS n'avait que peu d'expérience des torpilles lourdes modernes, l'idée consistait à reprendre la base de la Black Shark italienne du constructeur WASS-Whitehead Finmeccanica pour l'export et d'en concevoir un modèle actualisé. Ce projet ne verra jamais le jour en raison d'un blocage à l'intérieur du groupement où l'on ne voulut pas admettre que le résultat ne serait autre qu'une variante d'une torpille italienne. Les deux constructeurs français durent se tourner vers un autre partenaire pour acquérir la technologie nécessaire à la poursuite du projet pour la marine nationale qui avait beaucoup misé sur ces nouvelles torpilles. Le choix se porta sur l'allemand Atlas Elektronik Gmbh, une filiale de EADS et Krupp pour franciser la Torpille DM2A4 et la renommer F21. 
Le constructeur italien a développé seul la nouvelle version Black Sharl Enhanced conçue pour satisfaire la demande de la "Marine Militaire Italienne" qui voulait une nouvelle génération de torpille lourdes pour équiper ses derniers sous-marins Type U212A. Longtemps appelée "A.184 Enhanced (avancée)", celle que l'on aurait pu croire développée sur la base de la torpille "A.184 Mod. 3" a été officiellement baptisée "Black Shark Enhanced", un nouveau nom pour souligner que c'est une torpille lourde, entièrement nouvelle, beaucoup plus performante que l'A.184. 
La torpille "Black Shark Enhanced" offre un nouveau système de sonar avancé (ASTRA), un guidage actif/passif, un système pour améliorer l'orientation et son contrôle, une liaison fibre optique pour la transmission des données entre la torpille et le sous-marin, un nouveau moteur plus puissant.
La charge explosive de 250 kg de HBX a été préférée à l'HBXN pour sa plus grande rapidité d'explosion.

## ASTRA
ASTRA (Advanced Sonar Transmitting and Receiving Architecture) est la tête acoustique, active/passive, de la torpille Black Shark.

## Utilisateurs
- Chili - 100
- Équateur - 16
- Italie - 80
- Malaisie - 30
- Portugal - 24
- Singapour - ??